# Umbilicus Urbis Romae

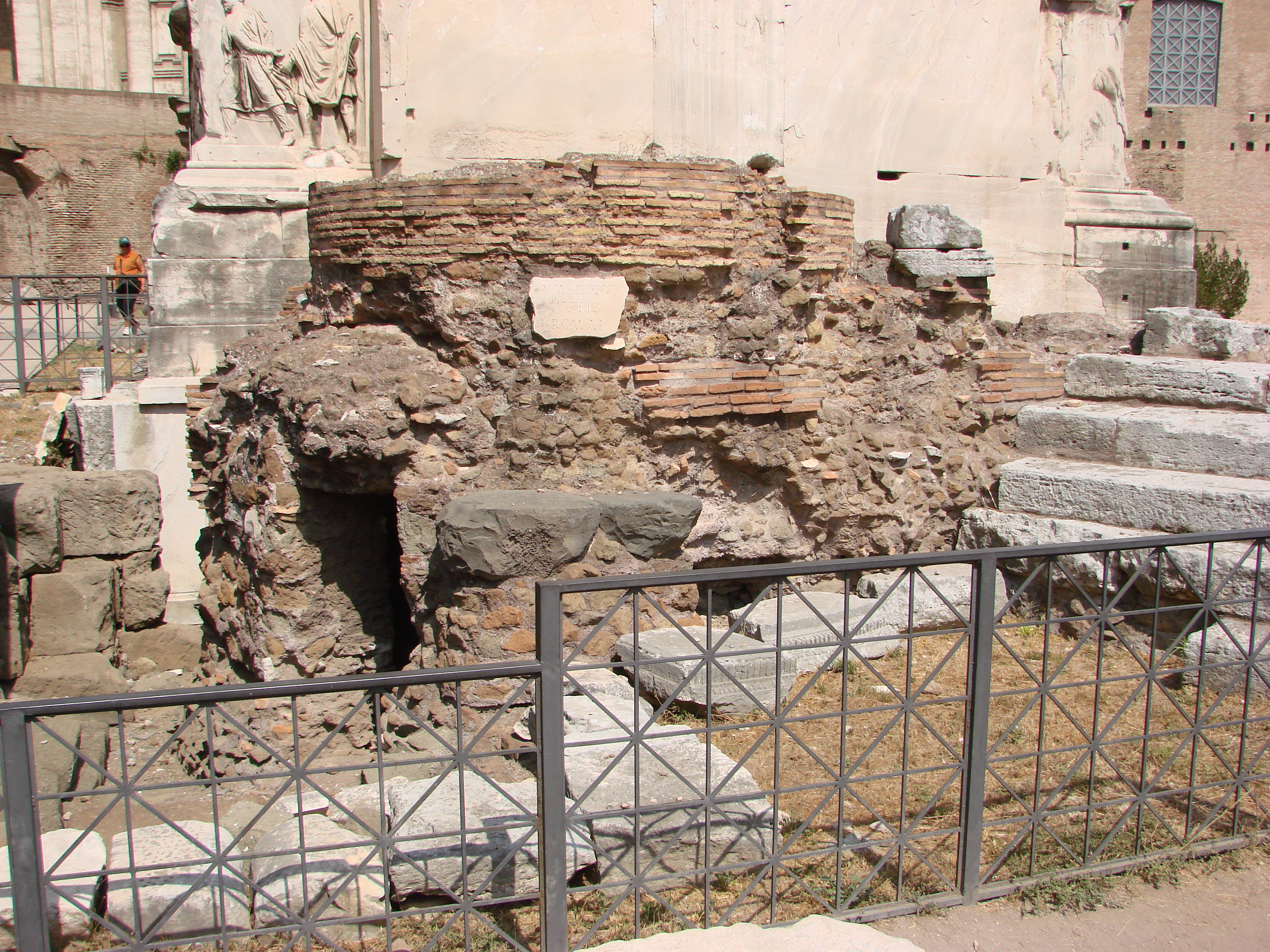
Restanten van de Umbilicus Urbis Romae

De Umbilicus Urbis Romae (Latijn voor "Navel van de stad Rome") vormde in de Romeinse tijd het symbolische middelpunt van de stad Rome en van het Romeinse Rijk.
De Umbilicus werd opgericht naar het voorbeeld van de Omphalos ("Navel") in het Griekse Delphi. Het monument stond op het Forum Romanum. Mogelijkerwijze vormde het een combinatie met de Milliarium Aureum, de Gouden Mijlpaal, het andere middelpunt van het Romeinse Rijk. Deze twee monumenten stonden vermoedelijk aan weerszijden van de Rostra, het sprekerspodium.
In de 19de eeuw is tussen de Rostra en de Boog van Septimius Severus een massieve bakstenen constructie opgegraven met een doorsnede van 4,45 m. die met de Umbilicus wordt geïdentificeerd. Het was een kegelvormig monument, dat oorspronkelijk was bekleed met marmer en travertijn. In zijn bewaard gebleven vorm werd het opgericht in de tijd van keizer Septimius Severus, rond 200 na Chr., toen de triomfboog voor de keizer werd gebouwd. Daarom neemt men aan dat het in de plaats kwam van een (veel?) ouder monument dat moest wijken voor de triomfboog.